# Eutelia symphonica
Eutelia symphonica là một loài bướm đêm trong họ Noctuidae.